# Serra de la Balmeta (Setcases)
La Serra de la Balmeta és una serra situada al municipi de Setcases a la comarca del Ripollès, amb una elevació màxima de 2.375 metres. S'orienta en direcció nord-sud al costat sud-oest del Costabona. En el seu punt més meridional trobem la Collada de la Balmeta i allí el refugi forestal Jaume Ferrer.

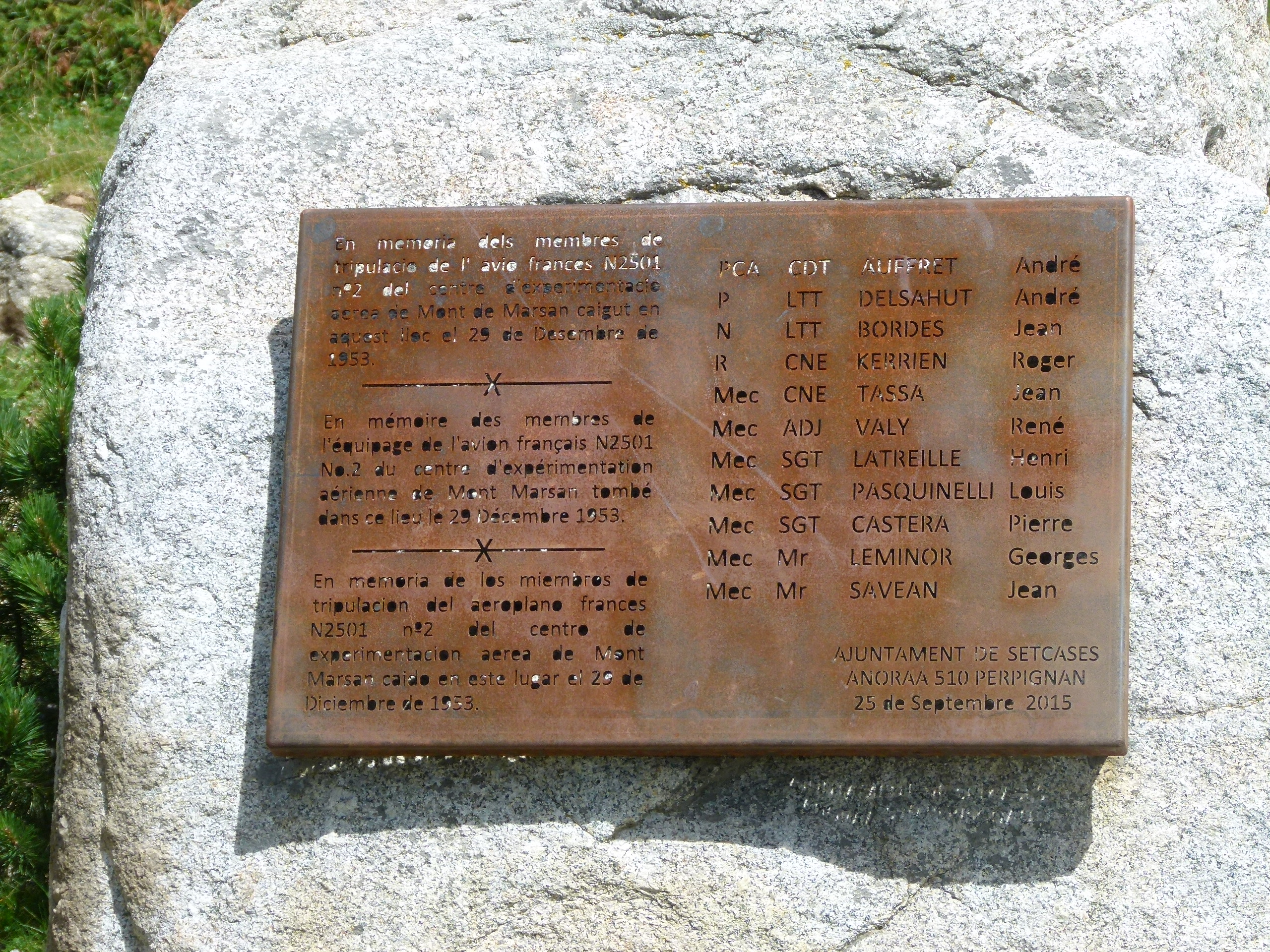
Placa commemorativa de l'accident d'aviació

El 29 de desembre de 1953 un avió de transport militar francès Noratlas 2501 s'hi va estavellar. Avui una placa a l'inici de la pista que porta al Coll de la Balmeta recorda l'accident i les 10 víctimes.